# U.S. Route 101
U.S. Route 101 (US 101) szövetségi országút, ami az Amerikai Egyesült Államok nyugati partja mentén halad. Hossza 2478 km, Los Angeles-ben (Kalifornia államban) indul, áthalad Oregon államon és Olympia városban (Washington államban) végződik. Ez a 14. leghosszabb észak-dél irányú országút az országban. Az országút az Interstate 5 mellett haladva 3 államot érint (Kalifornia, Oregon, Washington).